# Seminari de Traducció Poètica de Farrera
Els Seminaris de Traducció Poètica de Farrera constitueixen una activitat periòdica, promoguda per la Institució de les Lletres Catalanes des de l'any 1998. Es tracta de seminaris de traducció, que es duen a terme a la població de Farrera. A cada un d'ells s'hi conviden dos o algun cop tres poetes en una determinada llengua estrangera i hi concorren, com a participants, un grup de poetes i traductors que, en el curs del seminari, en comú i en col·laboració, tradueixen alguns dels poemes dels primers. De la major part dels seminaris n'ha resultat la publicació dels poemes traduïts.
Des del 2010 els Seminaris de Traducció de Farrera tenen un retorn al país d'origen dels escriptors. El mateix any una institució de l'àmbit lingüístic convidat acull un seminari que tradueix poetes catalans aconseguint així, un intercanvi, un diàleg complet entre cultures.